# داستانک

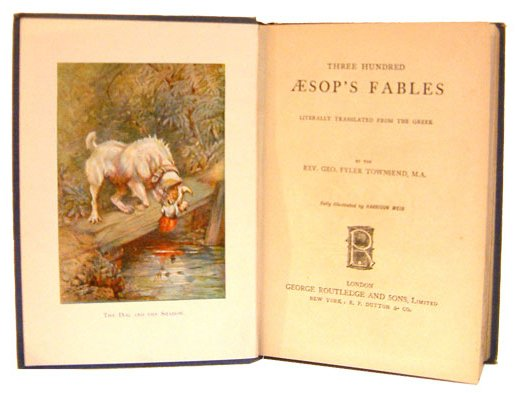
سیصد افسانه ازوپ

داستان فلَش، داستانک یا داستان کوتاه کوتاه (به انگلیسی: Flash Fiction) قالبی در داستان‌نویسی است که در چند خط یا حداکثر یک صفحه نوشته می‌شود و در پی یک کشف ضربه‌زننده است. این کشف می‌تواند غافلگیر کردن خواننده و ایجاد شوک، شوخی یا نمایش لحظه‌ای زیبا باشد. همچنین داستانک یا فلش فیکشن می‌تواند پایانی نداشته باشد و انتهای داستانک را به خواننده واگذار کند. برعکس رمان یا داستان، که در انتهای آن رویداد مهم پایان می‌پذیرد.
در فارسی می‌توان آن را «داستان ناگهان»، «داستان لحظه»، و «داستان آنی» ترجمه کرد.
برای تبدیل داستان کوتاه به داستانک لازم است که نویسنده بخش اصلی داستان کوتاه را در نظر بگیرد و آن را خلاصه کند. داستانک از طرح اولیه‌ای که برای نوشتن یک رمان یا داستان کوتاه در ذهن نویسنده شکل می‌گیرد هم کوتاه‌تر و خلاصه تر است. ایجاز مهم‌ترین صنعت ادبی در نوشتن داستانک است و نویسنده‌ای که می‌خواهد داستانک بنویسد حتماً باید از نحوه ایجاز اطلاع داشته باشد تا با چیدن درست و مناسب کلمات داستانک را شکل دهد.

## انواع داستانک
- داستانِ کوتاهِ کوتاه: زیر ۲۵۰ کلمه.
- داستان برق‌آسا: نوعی داستانک یا داستان بسیار کوتاه‌است. حجم داستانِ برق‌آسا بین ۲۵۰ کلمه، حداکثر حجمی که جروم استرن برای مسابقه سالانهٔ «بهترین داستانِ کوتاهِ کوتاه» می‌پذیرد، و ۷۵۰ کلمه متغیر است و از داستان ناگهانی بسیار کوتاه‌تر است.[۲]
- داستان ناگهانی: حجمِ داستان‌های ناگهانی از داستانِ برق‌آسا بیشتر است اما از داستان کوتاه کمتر و حداکثر ۱۷۵۰ تا ۲۰۰۰ کلمه‌است.[۲]

## ویژگی‌های داستانک
- خلاصه‌گویی: داستانک سعی می‌کند روایتی را در کمترین واژگانِ ممکن فشرده ساخته و داستان‌های غنی و پیچیده را سریع و خلاصه تعریف کند.
- آغاز و میان و پایان: برخلاف جستار، بیشتر داستانک‌ها یک «طرح داستان» یا خط داستانی دارند، اگرچه در این مورد استثنائاتی هم وجود دارد.
- پایان غافلگیرکننده: یکی از ویژگی‌های داستانک‌های موفق، ایجاد انتظارات در مخاطب و سپس، از بین بردن ناگهانی آن‌ها با روندی سریع است.[۳]

### شمار واژگان
در مورد اندازه داستانک، هیچ توافق عمومی وجود ندارد، ولی معمولا کمتر از ۱۰۰۰ کلمه است. اغلب ناشران یا رسانه‌هایی که قصد انتشار داستانک را دارند، شمار واژگان را به صورت دقیق تعیین می‌کنند.

## هدف از نوشتن داستانک
تعیین قواعدی در رابطه با محدودیت واژگان، می‌تواند عاملی برای تشویق خلاقیت و چارچوبی برای نمایش استعداد باشد. علاوه بر آن، قواعد اینچنینی، نویسندگان را وادار می‌کند تا معنای بیشتری را از واژگان زبان استخراج کنند.